# 拉伸变硬
拉伸变硬（Extension Thickening），又名拉伸增稠，即拉伸应力达到某一数值开始，拉伸粘度λ随应力继续增大而增加，并在某一应力数值达到新的平衡值。常见于具有支链的低密度聚乙烯、聚异丁烯及聚苯乙烯等的收敛流动过程中。

## 区别
拉伸变稀：当拉应力达到某一数值开始，拉伸粘度λ随应力增加而降低，然后达到一新的平衡值。常见于聚丙烯和聚乙烯等的收敛流动过程中。

## 产生过程
在聚合物流体的收敛流动或拉伸流动过程中，聚合物液体会产生很大的拉伸应变，它表现为柔性分子链流动中逐渐伸展和取向。拉伸变硬和拉伸变稀都是在聚合物流体在收敛流动过程中拉应力增加而引起拉伸粘度的增加或减少而产生的。因此拉伸粘度至关重要。

## 拉伸粘度
与剪切流动一样，拉伸流动也有一个拉伸粘度。拉应力σ与拉伸应变速率έ的比值。拉伸粘度主要与拉伸温度有关。即：λ(T)=σ/έ

## 拉伸方式
拉伸应力分为单轴拉伸和双轴拉伸，因此拉伸粘度可以分为单轴拉伸粘度和双轴拉伸粘度。单轴拉伸即是聚合物收到一个方向上的拉伸。单轴拉伸时，έ=dε/dt=1/L  dL/dt  ，σ=λέ=λ(dvz/dz)，这时λ=3η；双轴拉伸是聚合物在同一平面的两个相互垂直的方向上受到的拉伸。当两个方向的拉应力相等时，则平面在两个方向的伸长应变是均匀和相等的：εxx=εy=ε；拉伸粘度和剪切粘度的关系，与杨氏模量和剪切模量的关系相似，对于牛顿液体双轴拉伸时的粘度λ⊥是单拉伸时粘度λ的两倍，所以λ⊥=2λ=6η轴。小分子液体和低剪切速率下高聚物熔体的拉伸粘度与应力无关。

## 高聚物熔体拉伸粘度的几个类型
高聚物熔体拉伸粘度与应力的关系大致可分为三种类型：第一类是即使应力很高，拉伸粘度仍与应力无关；第二类材料像聚丙烯，其拉伸粘度随应力的增加而降低直至一个平台（拉伸变稀）；第三类材料是拉伸变稠型（拉伸变硬），拉伸粘度随应力的增加而增加至一个平台。其他高聚物材料如聚丁烯，聚苯乙烯的拉伸粘度都随应力的增加而增大，高密度聚乙烯的拉伸粘度随应力的增加而减小，有机玻璃、ABS树脂、聚酰胺、聚甲醛的拉伸粘度则与应力无关。

## 拉伸粘度的试验测定
单轴拉伸粘度的实验测定方法有在给定应力下测形变速率，则外加拉力须随拉伸时断面积的减小而自动减小。也可在给定形变速率下测拉伸力，还有从等温纺丝以及毛细管挤出的入口效应等试验推算。

双轴拉伸粘度可用双轴拉伸机或类似爆破测试的原孔吹胀法测定。实例如稳态拉伸流动的梅斯纳斯（Meissner）拉伸流变仪。

## 拉伸粘度的工艺学意义
拉伸粘度在高聚物加工工艺（如纤维纺丝、混炼、薄膜压延、注塑、瓶子和薄膜的吹塑等）中具有重要的意义。纺丝过程中，在接近毛细管或喷丝板的入口区以及在出毛细管后的纤维卷绕过程中，都会产生单轴拉伸形变。在进入混炼机滚筒或压延机滚筒间隙的入口区也会产生较大的拉伸形变。在注塑机和挤出机中，当高聚物流经截面积有变化的料道时，都会引起拉伸流动。在吹塑中产生的则是双轴拉伸。
不同高聚物熔体在高应力时拉伸行为的差异直接与工艺过程和尺寸稳定性有关。如果拉伸粘度随应力增加而增加，那么纤维纺丝和薄膜的拉制过程就会变得比较容易和稳定。例如，纺丝过程中，在纤维中产生一个薄弱点，它就会导致该点截面积的减小和拉伸率的增加，而拉伸速率的增加又会引起拉伸粘度的增加，这就阻碍了对薄弱部位的进一步拉伸。任何局部的缺陷或应力集中都将“大”化“小”，“小”化“了”，最终可使形变是均匀的。相反，如果拉伸粘度随应力增加而减小，那么局部的细小疵点和应力集中将促使拉伸粘度降低，材料可能完全破裂。

## 拉伸变硬的应用
1、高分子液体的可纺性非常强烈的依赖于其拉伸粘度行为。在纤维的纺丝过程，对于拉伸流动占优势的这一过程，必须稳定且丝条不会突然拉断，其重要性十分清楚。在正常的操作条件下，沿丝条的张力应当仔细选择防止断裂，并应十分留心小扰动的传播和扩大。在这类物理过程中，此种扰动某种程度上是不可避免的。纺丝线的稳定性是广泛的研究领域。可以假定直径因故发生了变化，根据简单的连续性考虑，应当预料单纤维的较细丝条部分的其它部分移动较快，即丝条中较细窄部分的拉伸应变速率要更高一些。假如高分子液体是变稀的，那么纤维细窄部分的拉伸阻力将减小，这一部分丝条的运动将会进一步加速，纤维变得越来越细，最终可能断裂，各种力学性能也可能降低。另一方面，假如高分子液体是拉伸变硬的，那么纤维细窄部分的阻力将增大，纤维中的流动将减慢下来，半径会增加且预料会回复到丝条其他部分的半径。所以，拉伸变硬在这一过程中是稳定因素。
2、对于高分子熔体，在非织造布专用聚丙烯拉伸流动性能研究中发现，随着应变率的增加，熔体粘度先增加，后下降。当应变率达到一定值后熔体断裂。因此，要使熔体的拉伸粘度增加到一定值，趋于稳定，可以使长丝强度稳定，不断丝。PPU1780F1拉伸粘度高，弹性小，故适宜用作挤压法非织造专用聚合物，而NX50081弹性好，拉伸粘度低，故不宜过多拉伸，可选作為注塑模压成型制品。
3、在吹塑薄膜方面，高熔体强度聚丙烯的性能与应用中表明，HMSPP具有较高的熔体强度和应变硬化的特性，有利于制品性能的提高和加工工艺的控制，拓展了PP在挤出发泡、高速涂覆、吹塑薄膜、大型吹塑等应用领域。